# Lajos Ambrus
Lajos Ambrus (n. 28 martie 1950, Giula-) este un scriitor, romancier și jurnalist maghiar.